# Martha Burkhardt
Martha Burkhardt (Aarau, 30 de abril de 1874 - Rapperswil,  12 de enero de 1956) fue una pintora y fotógrafa suiza. 
Nacida en la ciudad de Aarau, pasó su infancia en Rapperswil. Estudió en la Academia de Bellas Artes de Múnich. Desde 1898 a 1903 trabajó en escuelas de pintura, primero en París y luego en Munich con los profesores Jank y Feldbusch. Viajó por la India, hecho que inspiró mucha de sus obras. En los años siguientes escribió varios libros que ella misma ilustró.